# 千葉青年ユニオン
千葉青年ユニオン（ちばせいねんゆにおん）は、原則として35歳以下を対象とした個人加盟労働組合である。千葉労連ユニオン青年部である。

## 概要
千葉青年ユニオンは、2008年（平成20年）11月23日に結成された。初代委員長は、日本民主青年同盟千葉県委員長でもある神部 紅（じんぶ あかい）である。